# Sidamunt
Sidamunt (oficialmente y en catalán Sidamon) es un municipio de Cataluña, España. Pertenece a la provincia de Lérida y se halla en la comarca de Plana de Urgel. Está situado al O. de ésta y regado por el canal de Urgel. Es conocido por la estatua llamada "el gegant de Sidamon".

## Geografía
Integrado en la comarca de Plana de Urgell, se sitúa a 20 kilómetros de la capital provincial. El término municipal está atravesado por la autovía del Nordeste A-2 entre los pK 480 y 482, además de por la antigua carretera N-II. 
El relieve del municipio es llano, el propio de la Plana de Urgel, estando atravesado por el Canal Auxiliar de Urgel. La altitud oscila entre los 290 metros al sureste (La Fita Alta) y los 207 metros por el este. El pueblo se alza a 232 metros sobre el nivel del mar. 
| Noroeste: Bell Lloch | Norte: Palau de Anglesola | Noreste: Palau de Anglesola y Fondarella |
| Oeste: Bell Lloch    |                           | Este: Fondarella                         |
| Suroeste: Bell Lloch | Sur: Torregrosa           | Sureste: Fondarella y Torregrosa         |

## Topónimo
El topónimo está documentado en 1079 con un híbrido de árabe y latín, Cidamundum. El origen es incierto. Podría ser una contracción de ací damunt (‘aquí encima’ en catalán), o provenir del nombre árabe de persona Sidi Amud o del germánico Sigmund. En el fogaje del siglo XV aparece como Sidemunt, de la veguería de Cardona, y en el siglo XVI como Sidamunt de la veguería de Tárrega. En los primeros censos del siglo XIX se registró como Sidamunt. En 1933 se cambió a Sidamón, a propuesta del Instituto de Estudios Catalanes. En 1937 cambió el nombre por el de Olèstria, por motivos y con significado desconocidos. El franquismo anuló los cambios republicanos y hasta 1983 no se normalizó en Sidamón.

## Geografía humana

### Demografía
Cuenta con una población de 767 habitantes (INE 2024).
| Gráfica de evolución demográfica de Sidamon entre 1842 y 2021 |
| |
| Población de derecho según los censos de población del INE Población de hecho según los censos de población del INEEn estos censos se denominaba Sidamunt: 1842, 1857, 1860, 1877, 1887, 1897, 1900, 1910, 1920, 1930, 1940, 1950, 1960, 1970 y 1981 |

| 1900 | 1930 | 1950 | 1970 | 1981 | 1986 |
| ---- | ---- | ---- | ---- | ---- | ---- |
| 376  | 455  | 489  | 510  | 447  | 458  |